# عدد جبري

تمثيل مجموعة الأعداد بمخطط ڤن، مجموعة الأعداد الجبرية محتواة في مجموعة الأعداد الحقيقية.

في الرياضيات، العدد الجبري (بالإنجليزية: Algebraic number)‏ هو عدد مركب (عدد عقدي) يمثل عنصرا جبريا على مجموعة الأعداد الكسرية. بتعبير آخر، العدد الجبري هو كل عدد عقدي يكون جذرا لمتعدد حدود غير منعدم ذي معاملات كسرية أو صحيحة.

## أمثلة
- جميع الأعداد الكسرية هي أعداد جبرية. لاحظ أن أي عدد كسري r هو جذر لعديد الحدود x - r : الذي يتمتع بمعاملات كسرية.
- الأعداد غير المنطقة : {\displaystyle \textstyle {\sqrt {2}}} و{\displaystyle \textstyle {\frac {1}{2}}{\sqrt[{3}]{3}}} هي اعداد جبرية حيث انها جذور للحدوديات التالية على الترتيب : x2 − 2 = 0 و

8x3 − 3 = 0.
- الأعداد الصحيحة الغاوسية، أي الأعداد اللائي يكتبن على الشكل {\displaystyle a+bi} حيث {\displaystyle a} و {\displaystyle b} صحيحان، بما فيهن الوحدة التخيلية للعدد العقدي i، هي أعداد جبرية. على سبيل المثال، i جذر لمتعددة الحدود:

x2 + 1
- الأعداد الحقيقية ط (رياضيات) وe ليست أعدادا جبرية : انظر مبرهنة ليندمان-ويرستراس.

## خصائص
انظر إلى حقل (رياضيات).

## الأعداد الصحيحة الجبرية
العدد الصحيح الجبري هو عدد جبري، ليس بالضرورة صحيحا، يتميز بكونه جذرا لمتعددة حدود معاملاتها جميعهن أعداد صحيحة وحيث المعامل المضروب في الحد ذي الدرجة الأعلى، يساوي واحدا (انظر في هذا الإطار إلى متعددة حدود واحدية المدخل). على سبيل المثال، الجذر التربيعي لاثنين هو عدد صحيح جبري لأنه جذر لمتعددة الحدود {\displaystyle x^{2}-2=0}، بينما {\displaystyle 3/2} ليس بعدد صحيح جبري لأنه جذر لمتعددة الحدود {\displaystyle 2*x-3=0}. هذه المتعددة لا تحقق الشرط المذكور أعلاه المتمثل في كون معامل الحد ذي الدرجة الأعلى مساويا ل 1. في المثال، هذا المعامل يساوي 2.